# Cocuy pecayero
El cocuy pecayero es el nombre que se otorga al licor de cocuy elaborado a partir de los mostos fermentados  de la planta Agave cocui Trelease en las poblaciones  ubicadas en la parroquia Pecaya del municipio Sucre del estado Falcón, al occidente de Venezuela.  Es un licor  elaborado de manera artesanal  a partir  de los cormos o tallos previamente horneados del Agave cocui, que son macerados o triturados en cubas de madera utilizando un maso de madera, los jugos o   mostos obtenidos son   fermentados y luego destilados en alambiques también construidos de manera artesanal.  No se permitan mezclas, ni aditivos y se elabora estrictamente de acuerdo de acuerdo a lo establecido en la Norma Venezolana Covenin 3662:2001 Cocuy Pecayero que respalda la Denominación de Origen. 
Este fino licor extraído de esta noble planta que crece en forma silvestre en las zonas áridas y semiáridas de Venezuela, debe su alta calidad y prestigio al cuidado de los artesanos que lo elaboran, a  los suelos alcalinos, y al clima tropical con días cálidos y noches frescas que caracterizan  las zonas semiáridas tropicales en la región, según investigaciones de la Universidad Nacional Experimental Francisco de Miranda. Su imagen  para el comercio es en botellas de vidrio con etiquetas de fondo negro, y es actualmente procesado por  productores agrupados en la Asociación de Fabricantes Artesanales de Cocuy Pecaya.
La Norma Venezolana Covenin 3662:2001, establece que hay dos tipos: Cocuy pecayero Tipo 1 (100 % agave) y Cocuy pecayero Tipo II con hasta uno 20% de otros azúcares. 
La  cocuy pecayero Denominación de Origen (DO) ha sido renovada  por el Servicio Autónomo de Propiedad Intelectual el 10 de noviembre de 2016, siendo así el primer licor venezolano en obtener dicha certificación y además  ser renovada por 15 años más.
  SAPI 2001 